# Julie Ordon
Julie Ordon, née le 27 juin 1984 à Genève, est un mannequin et une actrice suisse. Si elle débute dans le mannequinat, c'est en 2002 qu'elle aborde en parallèle une carrière au cinéma.

## Biographie

### Carrière d'actrice
Elle tient l'un des rôles principaux du film Inquiétudes de Gilles Bourdos.

### Carrière de mannequin
Elle pose dans l'édition française de décembre 2007 de Playboy, et a représenté le rouge-à-lèvres Chanel. dans un film publicitaire tourné par Bettina Rheims.
En 2009, elle apparaît enceinte dans le Vogue Germany photographiée par Bruce Weber et l'année suivante elle pose pour le magazine Sports Illustrated Swimsuit Issue en Inde.

### Vie privée
Elle partage sa vie avec David Mimran, un homme d'affaires et producteur franco-suisse, impliqué dans les finances, la musique et le cinéma. Leur premier enfant, une fille, naît le 9 août 2009,.

## Filmographie

### Cinéma
| Année | Film                         | Rôle         |
| ----- | ---------------------------- | ------------ |
| 2002  | Novela                       | Rôle inconnu |
| 2003  | Inquiétudes                  | Élise Gardet |
| 2004  | Point & Shoot                | Julie        |
| 2008  | Flashbacks of a Fool         | Carrie Ann   |
| 2010  | Braquage à New York          | Anya         |
| 2012  | Armani[précision nécessaire] | La femme     |
| 2016  | Befikre                      | Christine    |

### Télévision
| Année | Série                               | Rôle         | Notes                       |
| ----- | ----------------------------------- | ------------ | --------------------------- |
| 2015  | Paris de Gilles Bannier, série Arte | Jennifer     | Diffusion Arte janvier 2015 |
| 2015  | No Limit                            | Zoé Kazinski | Saison 3                    |